# エムレ・チョラク
エムレ・チョラク（Emre Çolak , 1991年5月20日 - ）は、トルコ・イスタンブール県イスタンブール出身の元プロサッカー選手。現役時代のポジションはMF。

## 来歴
2004年にガラタサライSKのアカデミーに13歳で入団。2009-10シーズン途中にトップチームに昇格し、2010年1月24日のガズィアンテプスポル戦で、後半戦でアルダ・トゥランとの交代出場でプロデビュー。同年5月16日のシーズン最終戦のゲンチレルビルリイSK戦では、プロ初ゴールを記録した。
以降、ガラタサライの中心選手に成長し、2012年2月に2016年までの契約に合意。
2012年9月19日、UEFAチャンピオンズリーグのマンチェスター・ユナイテッドFC戦で、CL初出場を果たした。
2016年5月27日、スペイン・プリメーラ・ディビシオンのデポルティーボ・ラ・コルーニャと3年契約を締結。加入1年目の2016-17シーズンは33試合で3ゴールを記録し、1部残留に貢献した。
2021年12月30日、イスタンブール・バシャクシェヒルFKにフリー移籍で加入し、1年半契約を結んだ。

## 代表経歴
2006年から各世代のトルコ代表に随時招集され、2012年に2014 FIFAワールドカップ・欧州予選の対ルーマニア戦で、フル代表デビューを果たした。